# Lesko Łukawica
Lesko Łukawica – przystanek kolejowy w Łukawicy, w województwie podkarpackim, w Polsce, na linii Stróże – Krościenko.
W dniu 19 września 1880 przez stację przejeżdżał pociągiem dworskim podróżujący po Galicji cesarz Austrii Franciszek Józef I.
Znajduje się tu jeden peron. Stacja obsługuje wyłącznie weekendowe, wakacyjne połączenie TLK do Krakowa Głównego oraz Łupkowa.
Do czerwca 2021 końcowa stacja drezyn rowerowych wyruszających z miejscowości Uherce Mineralne.

## Ruch pasażerski
| Rok  | Wymiana pasażerska na dobę |
| ---- | -------------------------- |
| 2017 | –                          |
| 2022 | 0-9                        |